# Patrick Ofner
Patrick Ofner (* 6. Mai 1993 in Klagenfurt am Wörthersee) ist ein ehemaliger österreichischer Tennisspieler.

## Karriere
Patrick Ofner erreichte auf der ITF Junior Tour im Jahr 2011 Platz 10, den er auch am Jahresende innehatte. 2011 nahm er an allen vier Junioren-Grand-Slams teil. Ende des Jahres erreichte er das Finale der Orange Bowl, wo er im rein österreichischen Finale Dominic Thiem unterlag.
In seiner Karriere konnte er zwei Future-Titel im Einzel (2012 in Innsbruck und 2013 in Seefeld in Tirol) und einen Future-Titel im Doppel (2014 in Telfs mit Gonçalo Oliveira) gewinnen. Seine beste Platzierung im Einzel der ATP-Weltrangliste erreichte Ofner mit Position 520 am 5. August 2013; im Doppel war er im Juli 2014 mit Rang 843 am höchsten notiert. 2017 wurde er zuletzt in der Weltrangliste geführt.
Für Österreich nahm er 2015 in Gwangju und 2017 in Taipeh an der Universiade teil. Beide Male unterlag er im Achtelfinale. Bei den European Universities Games (EUG) holte er mit seiner Mannschaft für die Universität Innsbruck 2016 in Zagreb die Silber-Medaille und 2018 in Coimbra die Goldmedaille. 2017 gewann er mit seiner Mannschaft bei den EUSA-Championships in Madrid, ebenfalls für die Universität Innsbruck, die Bronzemedaille.
Von 2017 bis 2023 wurde er – bis auf 2020 – jedes Jahr österreichischer Staatsmeister im Doppel.